# Терексентмиклош
Терексентмиклош (мађ. Törökszentmiklós) град је у Мађарској. Терексентмиклош је трећи по величини град у оквиру жупаније Јас-Нађкун-Солнок.
Град има 22.084 становника према подацима из 2008. године.

## Географија
Град Терексентмиклош се налази у средињњем делу Мађарске. Од престонице Будимпеште град је удаљен 100 km источно. Град се налази у северном делу Панонске низије, на десној обали Тисе.

## Становништво
По процени из 2017. у граду је живело 20.073 становника.
| 1990.  | 2001.  | 2011.  | 2017.  |
| ------ | ------ | ------ | ------ |
| 23.920 | 22.883 | 21.071 | 20.073 |